# Nyangbo
El nyangbo (o tufrugbu) es una lengua kwa oriental que hablan los nyangbos en la región de Volta de Ghana. Hay entre 6.400 (2003) y 8.500 nyangbos. Su código ISO 639-3 es nyb y su código al Glottolog es nyan1302.

## Familia lingüística
Según el ethnologue, el nyangbo es una lengua kwa oriental que pertenece al subgrupo de las lenguas avatime-nyangbos, junto con la avatime y el tafi. Según el glottolog, junto con el tafi forman las lenguas nyangbo-tafi que son lenguas avatime-nyangbos, que al mismo tiempo son lenguas gbes del grupo ka-Togo.

## Situación geográfica y pueblos vecinos
El territorio nyango está situado al este de Afeyi, en la región de Volta.
Según el mapa lingüístico de Ghana del ethnologue, el territorio nyango es un pequeño territorio que está situado a pocos kilómetros al oeste de la frontera con Togo. Este, junto con los territorios de los Logbes, de los tafis y de los Avatimes, está rodeado del territorio mucho más extenso de los ewes.

## Dialectos y parecido con otras lenguas
Lo nyango no tiene ningún dialecto conocido y es inteligible con el ewe en un 72%. Además, es una lengua muy parecida al tafi, que sólo tiene diferencias fonológicas con el nyangbo.

## Sociolingüística, estatus y uso de la lengua
El nyangbo es una lengua vigorosa (EGIDS 6a): A pesar de que no está estandarizada, es utilizada por personas de todas las edades y generaciones tanto en el hogar como en sociedad en todos los ámbitos. No hay escritura en nyangbo. Los nyangbos también hablan el inglés y el ewe.